# Karl Nagler (Dirigent)

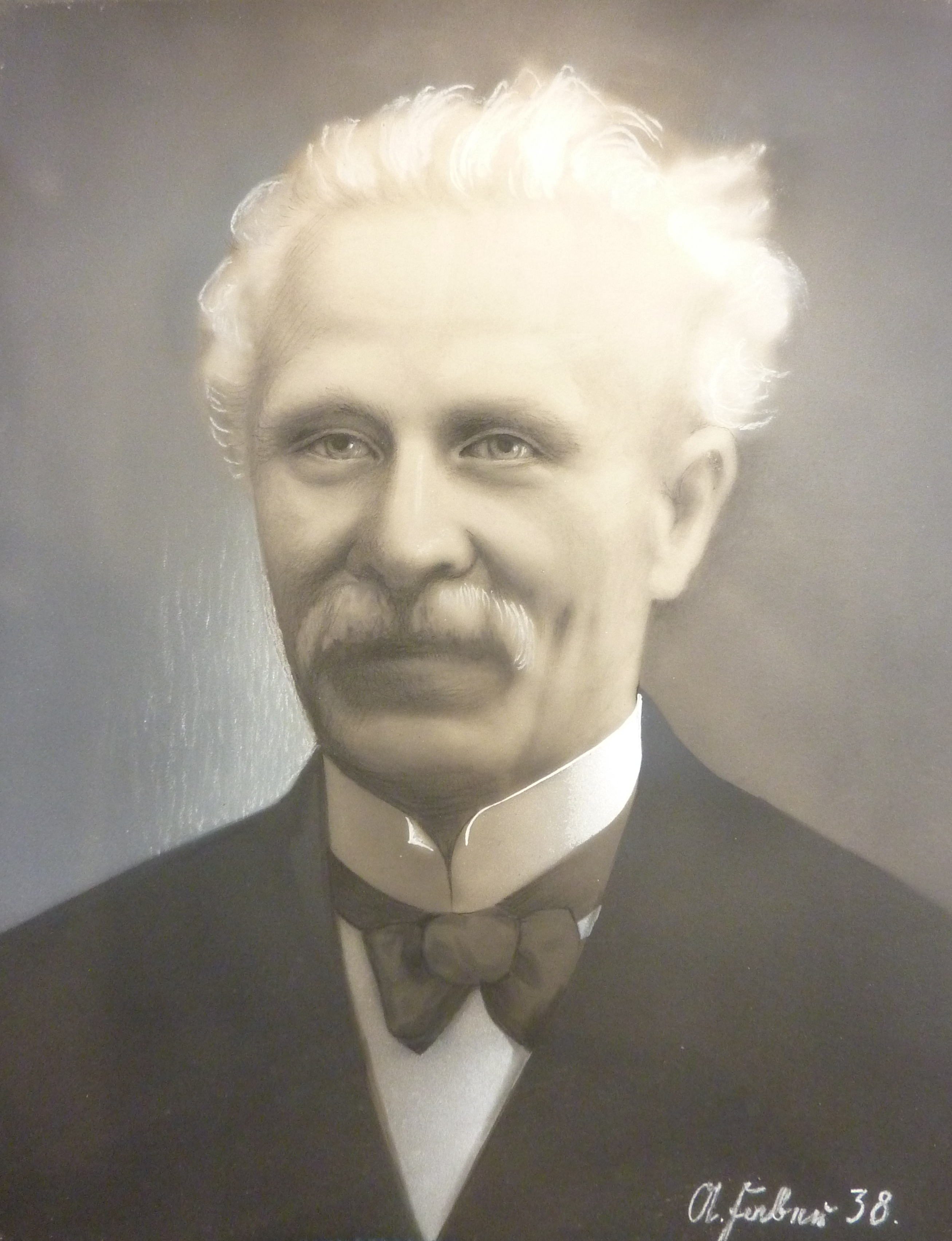
Karl Friedrich Nagler

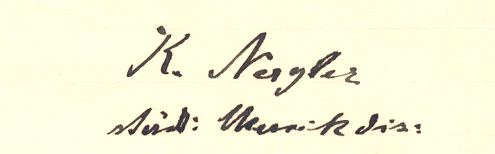
Eigenhändige Unterschrift

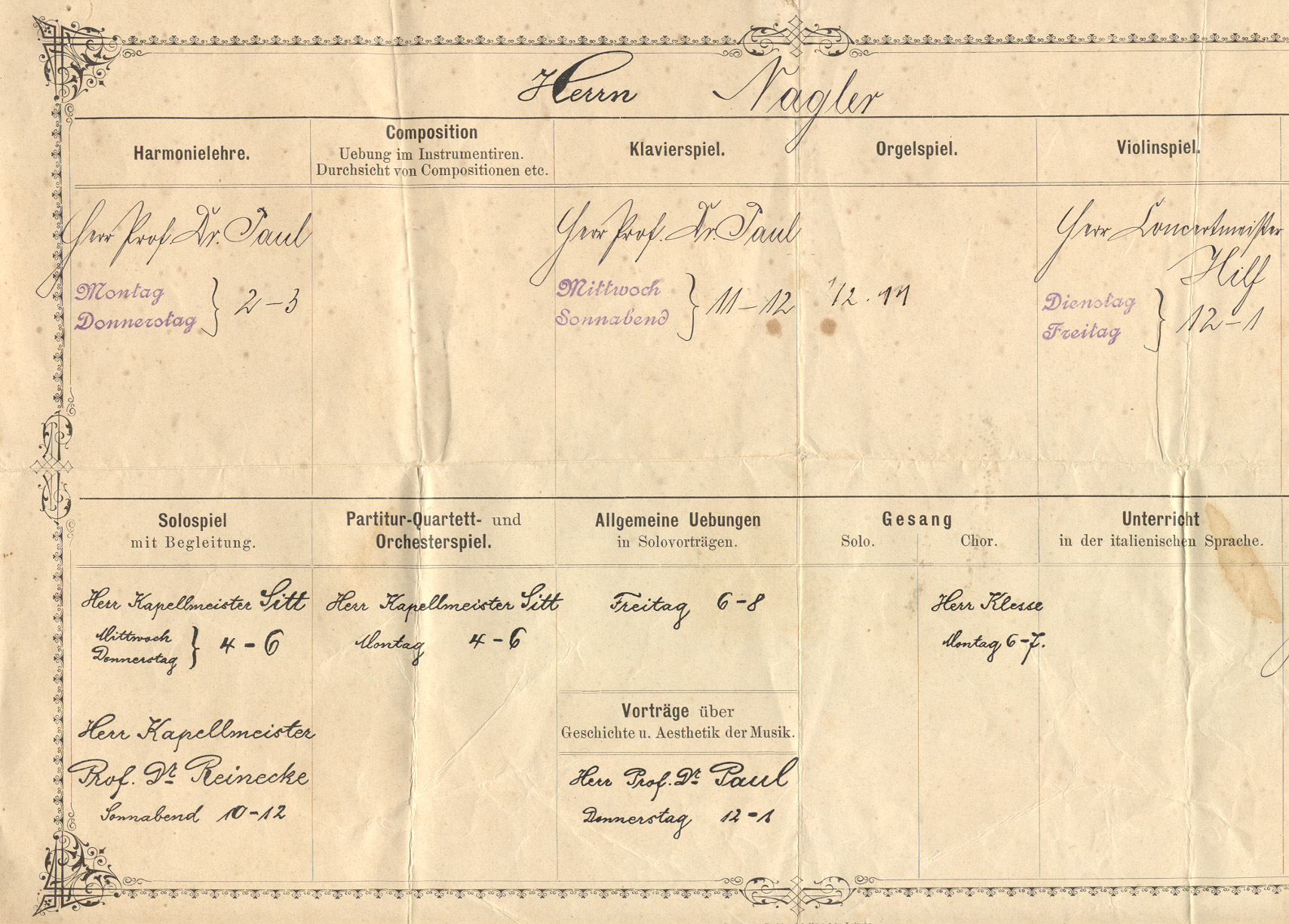
Auszug seines Ausbildungsplans am Conservatorium für Musik in Leipzig

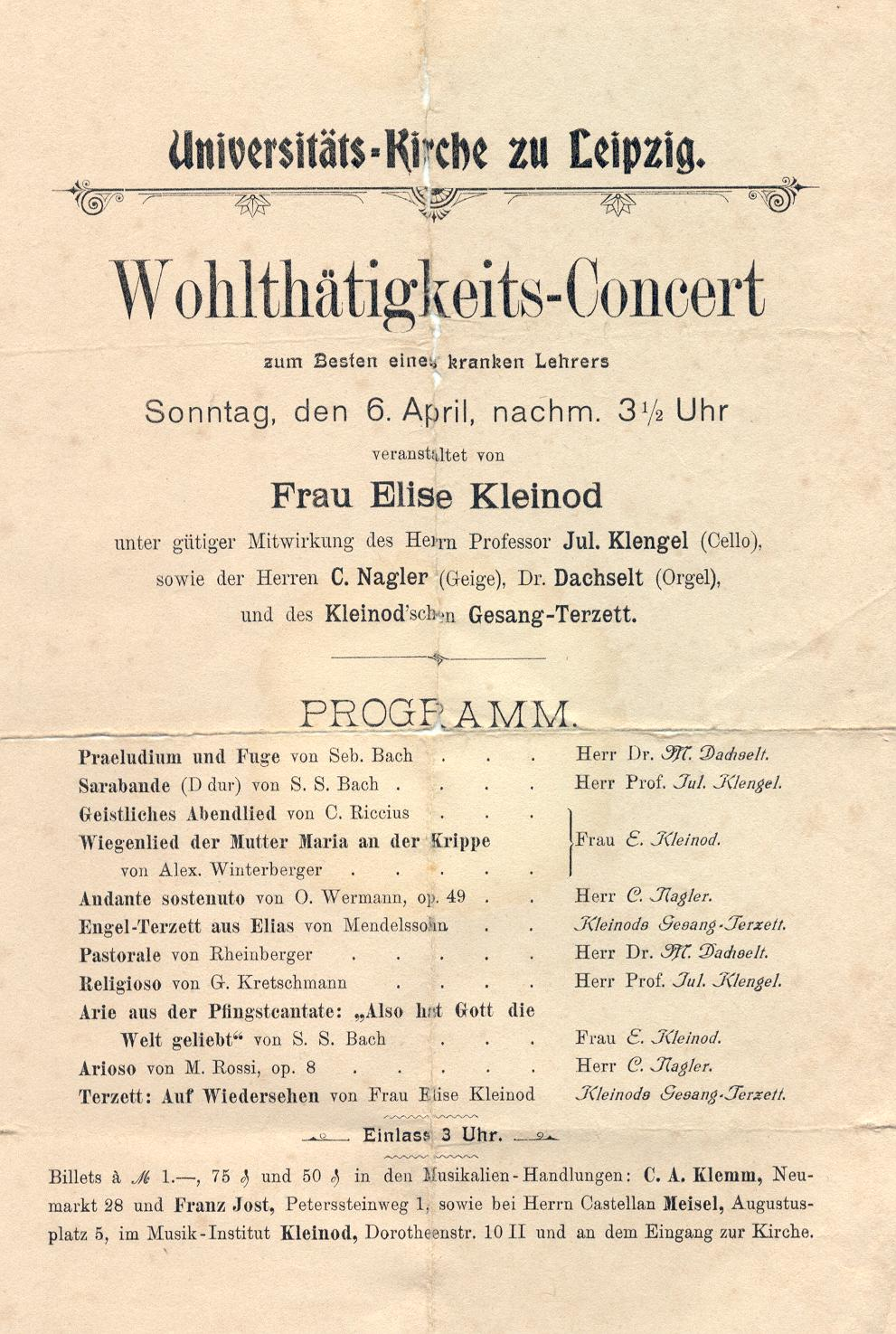
Wohltätigkeitskonzert in der Universitätskirche Leipzig mit ihm als Geiger, zusammen mit Julius Klengel

Karl Friedrich Nagler (* 1. Juli 1876 in Triptis; † 11. Juni 1938 ebenda; auch Carl Friedrich Nagler bzw. Carl Nagler) war ein deutscher Dirigent und städtischer Musikdirektor.

## Leben
Karl Friedrich Nagler wurde als Sohn des Musikers Rudolf Nagler (1842–1921) und seiner Ehefrau Erdmuthe Pauline Nagler geb. Hädrich  (1851–1914) geboren. Seinen ersten Musikunterricht in Klavier und Violine erhielt er beim Vater.
Während der Schulzeit unterrichtete ihn Kapellmeister Gottlieb Peter, der sein Talent erkannte und weiter förderte. Bereits als Schüler trat er in Kammerkonzerten in Erscheinung. 1895 erhielt er eine Anstellung als Primgeiger (Konzertmeister) unter Kapellmeister Gottlieb Baldreich am Wilhelm-Theater in Görlitz. Nach zwei Jahren beendete er sein dortiges Engagement und wechselte zur eigenen weiteren Profilierung an das von Felix Mendelssohn Bartholdy gegründete Königliche Konservatorium der Musik zu Leipzig. Hier belegte er von 1897 bis 1899 Vorlesungen in Musiktheorie und Übungen, u. a. bei Carl Reinecke in den Fächern Dirigieren und Solospiel, bei Kapellmeister Hans Sitt in den Fächern Solo-, Partitur-, Quartett- und Orchesterspiel, bei Paul in den Fächern Harmonielehre, Klavierspiel und Solovorträge, bei Fritz von Bose im Fach Klavierspiel, bei Ferdinand Weinschenk im Fach Trompete sowie bei Konzertmeister Hilf im Violinspiel.
Während und nach seiner Studienzeit beteiligte er sich aktiv am Musikleben der Stadt. Er war Mitglied im Gewandhausorchester Leipzig und Lehrer an der Musikschule. Als Geiger wirkte er im Gewandhaus und anderen Kulturstätten der Stadt zusammen mit dem Cellovirtuosen Julius Klengel. 1904 kehrte Nagler in seine Heimatstadt Triptis zurück, um die Nachfolge des ausscheidenden Hermann Köpping (Leiter der Stadtkapelle) anzutreten. Hier übernahm er zunächst kommissarisch die Leitung der Stadtkapelle und die Leitung des uniformierten Musikkorps der „Privilegierten Schützengesellschaft“ Triptis. Am 1. Mai 1906 wurde er durch die Stadtverwaltung zum Stadtmusikdirektor berufen. Hier übernahm er die Stadtkapelle und die Leitung des uniformierten Musikkorps der „Privilegierten Schützengesellschaft“ Triptis. Neben seiner Funktion als städtischer Musikdirektor unterrichtete er Schüler im Violin- und Klavierspiel sowie in Musiktheorie.
Am 21. Mai 1912 heiratete er Elsa Hedwig Müller (1892–1971). Aus der Ehe gingen zwei Kinder hervor, Gerhard Kurt Nagler (1917–1942) und Ingrid Marianne Nagler (1914–1997). Ingrid Marianne Nagler studierte  unter  Robert Teichmüller und  Otto Weinreich Klavier und trat als Pianistin in Erscheinung. 1938 verstarb Karl Friedrich Nagler in Triptis.
2004 würdigten die Stadt Triptis und die Privilegierte Schützengesellschaft die Leistungen Naglers. Sein Grab wird als Ehrengrab erhalten bleiben.